# 川上景司
川上 景司（かわかみ けいじ、1912年〈明治45年〉2月 - 1973年〈昭和48年〉6月2日）は、日本の撮影技師、特撮監督。東京府東京市小石川区（現東京都文京区小石川）出身。

## 来歴
1931年（昭和6年）、東京府立工芸学校（現：東京都立工芸高等学校）を卒業し、文部省文書課に入省する。その後、社会教育映画課に異動し、映画キャメラマンとなる。

### 東宝への入社
1939年（昭和14年）10月27日を以て、東宝に見習い入社し、円谷英二を課長とする特殊技術課に配属される。特殊技術課には同期として、川上に先駆けて6月に鷺巣富雄（うしおそうじ）が入社している。
1940年（昭和15年）、『燃ゆる大空』（阿部豊監督）に参加。
1941年（昭和16年）、特殊技術課内の、三谷栄三を主任とする合成作画係に異動。同僚に向山宏がいる。この年日本は第二次世界大戦に参戦、軍部の意向によって東宝は「戦意高揚映画」を量産することとなった。必然的に空・海戦のミニチュア特撮の需要が高まり、円谷以下特殊技術課は大車輪で稼働することとなる。
この年、『上海の月』（成瀬巳喜男監督）、『八十八年目の太陽』（滝沢英輔監督）などの作品に参加。
1942年（昭和17年）、特撮キャメラマンに転身。円谷の愛弟子としてミニチュア、光学合成、撮影など、特撮の技法を学ぶ。『南海の花束』（阿部豊監督）、『ハワイ・マレー沖海戦』（山本嘉次郎監督）などを担当。
東宝の特撮を駆使した戦意高揚映画の好調ぶりを見た松竹映画松竹蒲田撮影所所長の城戸四郎は、自社の特撮部門の強化を画策。高給を条件に東宝特技課スタッフの引き抜きを図る。

### 松竹映画への移籍
1943年（昭和18年）3月3日、東宝を依願退職。造形美術係主任だった奥野文四郎らとともに松竹蒲田撮影所に移籍する。4月、『敵機空襲』（渋谷実、野村浩将、吉村公三郎共同監督）で特殊撮影を担当。
松竹は6月には大船撮影所に川上らを擁する特殊撮影課を新設。この体制で『愛機南へ飛ぶ』（佐々木康監督）を撮影。
1944年（昭和19年）、『三太郎頑張る』（野村浩将監督）を担当した後、海軍に応召入営。
1945年（昭和20年）、日本敗戦により松竹大船撮影所特撮課主任に復帰。
1949年（昭和24年）、特撮課に矢島信男が入社。川上の門下生となる。松竹は他社に先駆け『カルメン故郷に帰る』（木下惠介監督）で日本初の総天然色映画を実現。
この時期、公職追放によってフリーとなっていた円谷英二が自宅に「円谷特技研究所」を開設、松竹から特殊撮影を請け負う。
1953年（昭和28年）、『沖縄健児隊』（岩間鶴夫監督）で戦争シーンの特撮を担当。久しぶりに本格的な特撮が使われた。
1954年（昭和29年）、『沖縄健児隊』での成果を見た松竹は、『君の名は』（大庭秀雄 監督）の全三部作制作にあたって、第一部の東京大空襲シーンの特撮部分強化を目論み、東宝の特技課に応援を要請。すでに「円谷特技研究所」名義で松竹と関係があったうえ、川上が東宝時代の門下生だったこともあり、円谷はこれを快諾、向山宏らとともに特撮に参加。
1956年（昭和31年）、日仏合作の大作映画である『忘れえぬ慕情』（イヴ・シャンピ監督）で、台風襲撃の特撮シーンを担当、大評判となった。川上はこの作品で「日本映画技術賞」の「特殊技術賞」を受賞。　この「特殊技術賞」は、円谷英二も特撮映画『空の大怪獣ラドン』（本多猪四郎監督）で受賞しており、東宝・松竹両者初の総天然色特撮映画が特撮シーンで同時受賞するという快挙となっている。
この時期、木下惠介は自作品に特撮を積極的に採り入れ、川上はこれに応えて『野菊の如き君なりき』（1955年）、『喜びも悲しみも幾歳月』（1957年）などの作品にミニチュア撮影やスクリーン・プロセスの技術を投入している。
1959年（昭和34年）、矢島が東映へ移籍。川上も同社社長の大川博から誘いを受けていたが、松竹との契約の都合から実現には至らなかった。

### 円谷特技プロダクションへ
1963年（昭和38年）4月12日、円谷英二が特撮制作プロダクション円谷特技プロダクションを設立。円谷に演出家として招かれ、「一番弟子」である川上は松竹を退社し、同プロ創設と同時に入社。円谷特技プロは間もなく日活・石原プロモーション製作の映画『太平洋ひとりぼっち』（市川崑監督）の特撮部分を受注。「特殊技術」名義で特撮を担当する。
同年、東宝で特撮映画『海底軍艦』（本多猪四郎監督）が企画されるが、急遽正月興行が決まり、特撮部分の撮影期間が1か月に満たない非常事態となった。困り切った円谷英二は、助監督の中野昭慶からの進言で3班体制を採ることにし、川上を東宝に呼んでB班監督を任せた。
1964年（昭和39年）、円谷特技プロがテレビ特撮映画『ウルトラQ』（TBS）の製作を開始。川上は特技監督として計11本に参加。また、『ウルトラQ』撮影風景のスナップにも川上の姿が多く存在している。
1965年（昭和40年）、東宝傘下の円谷特技プロの現状に不満を覚え、制作上の意見の相違もあり、「自由な映画作りがしたい」として同プロを退社。

### 日本特撮映画株式会社の設立
1966年（昭和41年）、東宝特技課を退社した渡辺明、小田切幸雄らとともに「日本特撮プロダクション」（のち「日本特撮映画株式会社」に改名）を設立。完全独立プロダクションとして映画などの特撮部分を請け負う。
1967年（昭和42年）、『ウルトラQ』放映開始によって日本列島は「怪獣ブーム」に包まれる。各社が怪獣映画の制作に乗り出すなか、松竹の『宇宙大怪獣ギララ』（二本松嘉瑞監督）の特撮監修を担当。怪獣ブームを過熱させた。(日活の『大巨獣ガッパ』(野口晴康監督）は渡辺明が担当)
1968年（昭和43年）、松竹で『吸血髑髏船』（松野宏軌監督）、『昆虫大戦争』（二本松嘉瑞監督）の二本立て作品両方の特撮を担当。
1969年（昭和44年）、日本特撮映画株式会社を解散。
1973年（昭和48年）、癌により死去。享年61。